# Castilruiz
Castilruiz es un municipio y localidad española de la provincia de Soria, en la comunidad autónoma de Castilla y León. El término municipal, ubicado en la comarca de la Tierra de Ágreda y el partido judicial de Soria, tiene una población de 158 habitantes (INE 2024). 

## Geografía
Esta pequeña población de la Tierra de Ágreda está ubicada en el nordeste de la provincia, en la falda del Moncayo y junto al  río Añamaza o Manzano, afluente del Alhama en la vertiente mediterránea. al sur de la Sierra Atalaya Vieja. El pueblo ocupa una pequeña elevación del terreno, junto a una extensa vega de secano Forma parte de la diócesis de Osma la cual, a su vez, pertenece a la archidiócesis de Burgos.

## Naturaleza
En su término e incluidos en la Red Natura 2000 los siguientes lugares:
- Lugar de Interés Comunitario conocido como Cigudosa-San Felices, ocupando 817 hectáreas, el 21% de su término.[2]

## Historia
A la caída del Antiguo Régimen la localidad se constituye en municipio constitucional, entonces conocido como Castil-Ruiz y Granja de Conejares en la región de Castilla la Vieja, partido de Ágreda que en el censo de 1842 contaba con 144 hogares y 580 vecinos. Hacia mediados del siglo XIX, el lugar tenía unas 130 casas. La localidad aparece descrita en el sexto volumen del Diccionario geográfico-estadístico-histórico de España y sus posesiones de Ultramar de Pascual Madoz de la siguiente manera:

CASTIL-RUIZ: l. con ayunt. en la prov. de Soria (7 leg.), part. jud. do Agreda (2), aud. terr., c. g. de Burgos (25), dióc. de Tarazona (5): sit. en una pequeña elevacion y combatido libremente por todos los vientos, su clima es sano: tiene 130 casas distribuidas en 9 calles y 2 plazas; la de ayunt.; un edificio para cárcel que antes sirvió de cilla para entrojar los diezmos, escuela de instruccion primaria concurrida por 60 alumnos , á cargo de un maestro dotado con 80 fan. de trigo comun; otra de niñas cuya maestra percibe 300 rs.; una igl. parr. (San Nicolas de Bari), servida por un cura párroco de entrada y de provision ordinaria en concurso; el cementerio se halla al E. en posicion que no ofende á la salud pública, y contigua al mismo una ermita (Las Marías al pie de la Cruz). Confina el térm. N. San Felices; E. Añavieja; S. Matalebreras y O. Fuentestrun, dentro de él se encuentran 2 fuentes de buenas aguas, la una que provee al vecindario para beber, con una balsa para lavadero y la otra que se halla destinada para abrevadero de las caballerías; 2 ermitas (Ntra. Sra. de Vlagares), hermoso edificio ton una magnífica casa y habitacion aparte para los ermitaños y la otra (San Roque); el terreno es de regular calidad, le fertilizan 2 arroyos el uno llamado Rioverde que toma origen de las indicadas fuentes, y el otro que nace en el térm. de Fuentestrun; á este último le cruzan 2 pequeños puentes: en la parte mas elevada del térm. hay una deh. de pastos y escelente leña de combustible: caminos, los que dirigen á los pueblos limítrofes y la carretera de Agreda á Soria, en la que se ve á sus dos orillas, arbolado de álamos. correo, se recibe y despacha 3 veces á la semana, por un balijero pagado por este pueblo y los de Fuentestrun, Trebago y Valdelagua. prod.: trigo comun, centeno, lentejas blancas y negras, guisantes y yeros; cria ganado lanar churro de muy buenas carnes y lanas, caza de conejos, liebres y perdices y en su tiempo abundancia de codornices. ind.: la agrícola; y concluidas las labores de esta, se dedican los vec. á la arrieria y tráfico. comercio: esportacion de los frutos sobrantes é importacion de los que faltan. pobl.: 144 vec. 580 alm. cap. imp.: 73,793 rs. y 10 mrs.
(Madoz, 1847, p. 172)

A mediados del siglo XIX crece el término del municipio porque incorpora a Añavieja.

## Demografía
Cuenta con una población de 158 habitantes (INE 2024).
| Gráfica de evolución demográfica de Castiruiz entre 1842 y 2021 |
| |
| Población de derecho según los censos de población del INE Población de hecho según los censos de población del INEEn este censo se denominaba Castilrruiz: 1842 Entre el censo de 1857 y el anterior, crece el término del municipio porque incorpora a 425006 (Añavieja) |

### Población por núcleos
| Núcleos    | Habitantes (2000) | Habitantes (2010) |
| ---------- | ----------------- | ----------------- |
| Castilruiz | 219               | 144               |
| Añavieja   | 104               | 76                |

## Comunicaciones
Cruce de caminos: carretera provincial SO-P-1121 que nos lleva al norte hacia Cigudosa y al sur a Matalebreras; autonómica SO-630 en dirección oeste a Fuentestrún y SO-691 a San Felices al este. Acceso a Añavieja por la SO-P-1113 desde la SO-P-1121 al sur de localidad.

## Patrimonio
- Iglesia de San Nicolás de Bari,[4] del siglo XV, con las armas de los Fuenmayor y los Castejones.
- Ermita de Los Ulagares.[4]
- Ermita de la Virgen de Sopeña.
- Ermita de San Roque.[4]
- Ermita de la Soledad (también llamada de las tres Marías al pie de la Cruz).